# Unithosea gainsfordi
Unithosea gainsfordi is een vlinder uit de familie slakrupsvlinders (Limacodidae). De wetenschappelijke naam van deze soort is voor het eerst geldig gepubliceerd in 2011 door Mey.
De soort komt voor in tropisch Afrika.